# Sumpigaster fasciata
Sumpigaster fasciata är en tvåvingeart som beskrevs av Macquart 1855. Sumpigaster fasciata ingår i släktet Sumpigaster och familjen parasitflugor. Inga underarter finns listade i Catalogue of Life.